# Райхенбах (Тюрингия)
Райхенбах (нем. Reichenbach, в.-луж. Rychbach) — коммуна в Германии, в земле Тюрингия.
Входит в состав района Заале-Хольцланд. Подчиняется управлению Хермсдорф. Население составляет 933 человека (на 31 декабря 2010 года). Занимает площадь 4,80 км².